# Scea curvilimes
Scea curvilimes är en fjärilsart som beskrevs av Louis Beethoven Prout 1918. Scea curvilimes ingår i släktet Scea och familjen tandspinnare. Inga underarter finns listade.